# Turanj
Turanj est un village de la municipalité de Sveti Filip i Jakov (Comitat de Zadar) en Croatie. Au recensement de 2011, le village comptait 1 207 habitants.